# 워릭구

워릭구의 위치

워릭구(영어: Warwick District)는 잉글랜드 워릭셔주에 위치한 비도시 자치구로 중심 도시는 로열레밍턴스파이며 인구는 139,396명(2014년 기준), 면적은 282.9km2이다.